# Pokémon 2 – Die Macht des Einzelnen
Pokémon 2 – Die Macht des Einzelnen ist ein japanischer Anime-Film, bei dem es sich um den zweiten der Filme zu der Pokémon-Serie handelt. Im Kino erschien er in Japan am 17. Juli 1999, in den Vereinigten Staaten am 21. Juli 2000 und in Deutschland am 21. Dezember 2000. Der zugehörige Pikachu-Kurzfilm als Vorfilm war Pikachu – Die Rettung. Der Film spielt während der zweiten Staffel des Animes um die Orange-Liga, in der die Hauptfigur Ash Ketchum von Misty und Tracey begleitet wird, und dreht sich um die legendären Vogel-Pokémon der ersten Generation Arktos, Zapdos und Lavados sowie Lugia der zweiten Generation.

## Handlung
Eine Legende beschreibt den Kampf zwischen den Titanen Feuer, Blitz und Eis sowie dem Wächter des Meeres, durch den „nur Asche ist, was bleibt,“ und spricht von einem Auserwählten. Der Sammler Lawrence III jagt in einem Hovercraft die legendären Pokémon Lavados, Zapdos und Arktos (Feuer, Blitz und Eis), um den Wächter Lugia zu erwecken, und fängt zuerst Lavados ein. Der dadurch entstandene Sturm bringt Ash, Misty und Tracey auf die Insel Shamouti, wo die Einwohner ein Legendenfest feiern. Im Zuge dessen wird Ash von Melody zum Auserwählten des Festes erkoren und soll jeweils eine Glaskugel von den Inseln des Feuers, des Blitzes und des Eises zu einem Schrein bringen, der von einem sprechenden Laschoking bewacht wird. Auf der Insel des Feuers erscheint plötzlich Zapdos, um sie für sich zu beanspruchen, nachdem Lavados verschwunden ist, als der Sammler hinzukommt und sowohl Zapdos als auch versehentlich Ash, seine Freunde und Team Rocket einfängt. Während Lawrence Arktos nachjagt, befreit die Gruppe um Ash Lavados und Zapdos, woraufhin die drei Vögel sich bekämpfen und das Hovercraft auf der Insel des Blitzes zum Absturz bringen. Sie werden von Lugia zum Schrein gebracht, welches aber auch nicht gegen die gemeinsamen Kräfte der drei Vögel ankommt. Seine Freunde schlussfolgern, dass Ash auch der Auserwählte der Legende ist (ash englisch für Asche) und Melodys Lied der Legende gibt Lugia neue Kraft. Ash gelangt auf der Insel des Eises mithilfe von Team Rocket an den Schatz und Lugia fliegt ihn zum Schrein, als der Sammler es angreift und ins Meer stürzen lässt, wobei ein Strahl Lugias dessen Fluggerät, Lavados und Zapdos trifft. Dass Ash auch den letzten Schatz in den Schrein bringt und dazu Melody wieder das Lied spielt, befriedet schließlich die legendären Pokémon und beendet den Sturm. Ash wird von seiner Mutter und den Professoren Eich und Ivy empfangen, die in der Zwischenzeit nach Shamouti geflogen sind; Lawrence will seine Sammlung neu beginnen und Team Rocket trifft auf Laschoking, der ihnen sagt, ihre Heldentat haben viele Menschen gesehen.

## Hintergrund
Wie der erste Pokémon-Film stammt dieser von Drehbuchautor Takeshi Shudo und Regisseur Kunihiko Yuyama sowie die Musik von Shinji Miyazaki. Er erschien in Japan im Juli 1999 in den Kinos, noch vor den Pokémon-Spielen der zweiten Generation sowie der auf diesen basierenden dritten Staffel des Animes, wodurch der Film das Debüt Lugias aus der zweiten Generation darstellt. 
Von 4Kids Entertainment produziert erschien eine umgeschnittene und in der Handlung etwas veränderte Fassung am 21. Juli 2000 in den Vereinigten Staaten und am 21. Dezember 2000 in Deutschland in den Kinos. In allen drei Ländern wurden die aus der Animeserie bekannten Figuren wie in diesem besetzt (siehe Pokémon (Anime)#Synchronisation). Die deutsche Synchronisation übernahm FFS Film- & Fernseh-Synchron; Dialogbuch und -regie stammen von Frank Schaff, der auch den Erzähler spricht.
In den USA wurde der Film in 2.752 Kinos gezeigt und spielte 43,8 Millionen US-Dollar ein, womit er nach dem Vorgängerfilm zum zweit-erfolgreichsten japanischen Film in den USA wurde.